# Wikariat północny
Wikariat północny – jeden z trzech wikariatów podległych Greckiej Metropolii Francji. Jego obecnym zwierzchnikiem jest archimandryta  Irénée (Avramidis). Oprócz parafii św. Nino w Paryżu zrzesza on parafie etnicznie greckie. 

## Parafie wikariatu
- Parafia św. Stefana w Paryżu
- Parafia Świętych Konstantyna i Heleny w Paryżu
- Parafia św. Nino w Paryżu (gruzińska)
- Parafia Wprowadzenia Zbawiciela do Świątyni w Sartrouville
- Parafia Świętych Rafała, Mikołaja i Ireny w Châtenay-Malabry
- Parafia św. Pawła w Lille
- Parafia Wprowadzenia Matki Bożej do Świątyni w Bordeaux
- Parafia św. Bazylego w Nantes
- Parafia Narodzenia Pańskiego w Le Mans
- Parafia Trzech Świętych Hierarchów w Strasburgu
- Parafia Zaśnięcia Matki Bożej w Bischwiller